# 프랭크 윌콕슨
프랭크 윌콕슨(Frank Wilcoxon)은 아일랜드 출신 미국의 통계학자, 화학자이다.

## 같이 보기
- 만-휘트니 U 검정
- T 검정